# Partia Demokratyczna (Słowacja)

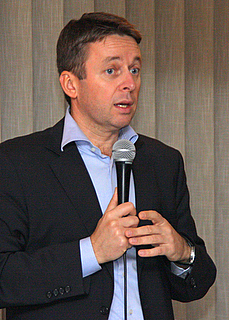
Ivan Mikloš – przewodniczący partii w 1994

Partia Demokratyczna (słow. Demokratická strana, DS) – słowacka partia polityczna, działająca w latach 1989–2006.
Partia powstała 10 grudnia 1989, nawiązując swoją nazwą do Partii Demokratycznej, działającej w latach 1944–1948 i rozwiązanej przez władze komunistyczne. W 1990 otrzymała 4,4% głosów i 7 mandatów w Słowackiej Radzie Narodowej. W kolejnych wyborach (1992, 1994) nie przekraczała wyborczego progu, uzyskując odpowiednio 3,3% i 3,4% głosów. Również w 1994 doszło do rekonstrukcji partii na skutek połączenia kilku mniejszych ugrupowań – Obywatelskiej Unii Demokratycznej, Obywatelskiej Partii Demokratycznej Słowacji, Demokratów 92, Ruchu Czecho-Słowackiego Zrozumienia i Ligi Zielonych. W 1998 DS dołączyła do Słowackiej Koalicji Demokratycznej, która stała się ugrupowaniem rządzącym. W 2000 demokraci nie przyłączyli się do Słowackiej Unii Chrześcijańskiej i Demokratycznej, zachowując odrębność. Nie wystartowali ostatecznie w wyborach w 2002, popierając SDKÚ, a ich lider, Ľudovít Kaník, po wyborach dołączył do nowego rządu. Ostatecznie 17 grudnia 2005 Partia Demokratycznej podjęła decyzję o przyłączeniu się do SDKÚ, która 21 stycznia 2006 przyjęła nową nazwę Słowacka Unia Chrześcijańska i Demokratyczna – Partia Demokratyczna.

## Przewodniczący DS
- 1990–1990: Martin Kvetko
- 1990–1992: Ján Holčík
- 1992–1993: Peter Mattoš
- 1993–1994: Anton Ďuriš
- 1994–1994: Pavel Hagyari
- 1994–1994: Ivan Mikloš
- 1994–1995: Peter Osuský
- 1995–1998: Ján Langoš
- 1998–1999: Ivan Brndiar (p.o.)
- 1999–2001: Ján Langoš
- 2001–2001: František Šebej
- 2001–2006: Ľudovít Kaník